# Катрин Невил
Катрин Невил (на английски: Katherine Neville) е американска писателка на бестселъри в жанра трилър и мистерии.

## Биография и творчество
Родена е на 4 април 1945 г. в Сейнт Луис, Мисури, САЩ. Родена в Средния Запад, тя посещава училището си в Скалистите планини, а прекарва летата на тихоокеанското крайбрежие. Развива ранен интерес към митовете и легендите на други народи и култури, като тези на американските индианци и търсачите на съкровища в планините. Още от детството си си мечтае да бъде писател и се опитва още на осемгодишна възраст, като пише за историите на мъжете от Скалистите планини.
Завършва университета в Денвър и се премества в Ню Йорк, където започва кариера в новата и бързо развиващата се компютърната област в IBM и Honeywell. През следващите пет години нейната работа е разнообразна, тя пише програми за фондовите борси и за транспортната индустрия, за разработване на системи за железниците, превоза на товари и корабоплаването в океана. Кариерата ѝ в областта на компютрите ѝ позволява да обикаля както страната, така и другите континенти.
В Ню Йорк Невил е вдъхновена от афроамериканските си колеги да научи повече за африканските култури и започва да събира африканското изкуство – маски от Сиера Леоне, гоблени от Кот д'Ивоар, статуйки от Габон. Тогава завършва и следдипломната си работа на тема „Вид на черната литература на френски и английски език, в Африка, Европа и Америка“.
През 1970 г. Невил е международен консултант на алжирското правителство. По това време става пряк свидетел на петролното ембарго на ОПЕК довело до световна криза. Опитът ѝ намира по-късно място в романа ѝ „Осем“.
В края на 1970 г. отива на работа в Министерството на енергетиката в центъра за ядрени изследвания в Айдахо, където помага за разработване на автоматизирани методи, които да идентифицират, проследяват и управляват токсични, опасни и трансуранови отпадъчни материали. Опитът и там намира място в романа „Магическият кръг“.
Докато е в училище или по-късно по време на различните си работи, тя се подпомага чрез работа като модел на художници или мода. Контактите ѝ с фотографите ѝ помагат да развие собствените си фотографски умения. При завръщането си от Северна Африка и по-късно едновременно с търсене на работа в компютърната област Невил започва собствен бизнес във фотографията с помощта на приятел фотограф в Колорадо и го развива в продължение на няколко години.
През 1980 г. тя се премества в Сан Франциско в „Bank of America“, където работи следващите пет години и накрая става вицепрезидент. Опитът ѝ в банката, компютърната област и фондовите борси намира място в романа ѝ „Calculated Risk“.
Когато е на 40 години, Невил се мести с най-добрия си приятел д-р Карл Прибрам във Виена, където той защитава своята професура.
После се местят в новата си къща във Вирджиния, където Невил започва своята първа книга „Осем“. Съвсем скоро те отново се местят в Европа, в Билефелд, Германия, за „Година на разум и мозък“, след което връщат във Вирджиния, където д-р Прибрам е назначен за професор. Отново по-късно се местят в Вирджиния, където, в къщата им „Tree House“ в Сосалито, Невил пише първите си два романа.
През 1988 г. Невил издава трилъра „Осем“. В него историята се движи около Голямата игра на шахматната дъска на опасния древен Монглански шах, подарен от маврите на Карл Велики, и чиито фигури е скрита тайната на живота. Млада компютърна специалистка го издирва и около нея се завихрят странни, плашещи събития и загадки. Осмицата е знак за безкрайност, има връзка със спиралата на ДНК, символ е на духовното възраждане и съвършения интелект, магическо число е на Хермес, осем са боговете в Небесата. Романът е класиран от испанския вестник „El País“ като една от десетте най-добри книги на всички времена.
През 1992 г. излиза романът ѝ „Calculated Risk“ (Премерен риск), в който става дума за високите етажи на властта и интригите в света на международните пазари за пари, една книга, която вещае зловещи предчувствия за случващото се в съвременната глобална икономика.
Романът на Невил от 1998 г. „Магическият кръг“ разказва за тайната мисия на историческите личности, за местонахождението на тринайсетте древни реликви и истината за свещените места, за символите и тяхното значение, свързва в едно цяло окултното в нацизма, смисълът на Тайната вечеря, корените на санскрит, съвременната конспирация, мистериите на келтските друиди и други загадки.
През 2004 г. участва в популярния за началото на века литературен експеримент, в който няколко автори пишат съвместно общо произведение. Заедно с Кайли Линдс, Рита Мей Браун, Дженифър Крузи, Линда Феърстийн, Лиса Гарднър, Хедър Греъм, Кей Хупър, Ан Пери, Кати Райкс, Джули Смит, Тина Уайнскот, и под редакцията на Марша Тали, създават романа „Бих убил за това“ (I'd Kill for That).
Продължението на „Осем“ – „Пожарът“ от 2008 г. развива историята за търсенето на Монгланския шах и неговите магически фигури.
Романите на Невил са преведени на повече от четиридесет езика и са били в списъците на бестселърите по целия свят.
Тя е един от тридесет и двамата основатели на асоциацията „International Thriller Writers“. През 2010 г. е първият автор, назначен в борда на Смитсъновата библиотека във Вашингтон.
Катрин Невил и Карл Прибрам сега живеят в къщата в планината Блу Ридж в Ронет парк във Вирджиния, в другата къща в Санта Фе, Ню Мексико (където тя пише следващите си романи), и във Вашингтон, окръг Колумбия.
Неврологът д-р Карл Прибрам е изтъкнат професор в два университета – „Джорджтаун“ (по невронаучни изследвания) и „Джордж Мейсън“ (по компютърна неврология). Той е световноизвестен учен в областта на науките за мозъка, известен с теорията си за холографската памет за съхранение, и с откритието му за функциите на лимбичните системи и фронталните лобове на мозъка.

## Произведения

### Самостоятелни романи
- A Calculated Risk (1992)
- The Magic Circle (1998)
Магическият кръг, изд.: „Унискорп“, София (2009), прев. Теодора Давидова
- I'd Kill for That (2004) – с Кайли Линдс, Рита Мей Браун, Дженифър Крузи, Линда Феърстийн, Лиса Гарднър, Хедър Греъм, Кей Хупър, Ан Пери, Кати Райкс, Джули Смит, Тина Уайнскот, редактор Марша Тали

### Серия „Осем“
1. The Eight (1988)
Осем, изд.: „Унискорп“, София (2007), прев. Цветана Генчева
2. The Fire (2008)
Пожарът, изд.: „Унискорп“, София (2011), прев. Златка Паскалева

### Новели
- The Tuesday Club (2017)